# جوش غراهام
جوش غراهام (بالإنجليزية: Josh Graham)‏ هو لاعب اتحاد الرغبي أسترالي، ولد في 1 أكتوبر 1983 في تاري في أستراليا.